# Ethel Scott
Ethel Scott (* 22. Oktober 1907; † 1984) war eine britische Sprinterin. Sie war die erste farbige Sportlerin, die das Vereinigte Königreich bei einem internationalen Wettbewerb vertrat.

## Sportliche Laufbahn
Über das Leben und die sportliche Laufbahn von Ethel Scott liegen nur spärliche Informationen vor. Sie wuchs in East London auf; wahrscheinlich war der Vater Jamaikaner und die Mutter Engländerin. Ihre Spezialdisziplinen waren der 60-Meter-Lauf sowie die 4-mal-100-Meter-Staffel. Vermutlich war Ethel Scott Mitglied des Middlesex Ladies’ Athletics Club.
Am 30. August 1930 stellte Scott in Mitcham ihre persönliche Bestzeit über 60 Meter auf. Die Zeit von 7,8 Sekunden war nur zwei Zehntel schlechter als der damalige Weltrekord und stellte den britischen Landesrekord ein, der von Mary Lines gehalten wurde. Sie war damit 39. auf der Liste der Besten in dieser Disziplin bis 1940. Ihre Bestzeit über 100 Meter wurde ebenfalls im Jahre 1930 gestoppt, bei einem Meeting im französischen Arras; die Zeit, ebenfalls knapp über dem Weltrekord, wurde jedoch nicht offiziell bestätigt.
Der Höhepunkt von Scotts sportlicher Karriere war im September 1930, als sie als eine von 15 britischen Sportlerinnen zu den Frauen-Weltspielen nach Prag entsandt wurde. Dort startete sie über 60 Meter und in der 4-mal-100-Meter-Staffel. Im Vorlauf über 60 Meter schlug sie vor 15.000 Zuschauern die deutsche Läuferin Lisa Gelius, konnte sich aber im Finale nicht unter den ersten sechs platzieren. Ihre Konkurrentinnen in dieser Disziplin waren die damals erfolgreichsten Läuferinnen wie Stanisława Walasiewicz (POL), Hitomi Kinue (JAP), Ivy Walker (GB) und Marguerite Radideau (FRA). In der Staffel war Scott als Mitglied des britischen Teams erfolgreicher: Die Mannschaft aus Scott, Ivy Walker, Eileen Hiscock und Daisy Ridgley errang die Silbermedaille. Anschließend reiste Scott mit Ivy Walker nach Berlin, um dort als London Team gemeinsam mit Muriel Gunn-Cornell und F. Latham an einem Leichtathletik-Meeting teilzunehmen. Am 13. September 1930 absolvierte das Quartett seine 400 Meter mit 49,3 Sekunden.